# Na koniec świata
Na koniec świata – polski film obyczajowy w reżyserii Magdaleny Łazarkiewicz i Joanny Żółkowskiej z 1999 roku.
Do filmu ukazała się ścieżka dźwiękowa Justyny Steczkowskiej o tym samym tytule, do którego słowa napisała Edyta Bartosiewicz.

## Obsada aktorska
- Postać – Aktor
- Gabriel – Tadeusz Szymków
- Kamil – Dariusz Toczek
- Teresa – Justyna Steczkowska
- Jadwiga – Joanna Żółkowska
- Maja – Agnieszka Lehong
- Wiktor – Aleksandr Domogarow
- żołnierz – Dariusz Pick
- żandarm – Jerzy Łazewski
- notariusz – Maciej Kozłowski

## Fabuła
Koniec XIX wieku. Carskie wojsko rozpędza nielegalny wiec, obok ciała zabitej kobiety, leży żywe niemowlę. Gabriel zabiera dziecko i zanosi do domu brata. Tej samej nocy jego szwagierka rodzi chłopca – Kamila. Znaleziona na ulicy dziewczynka Teresa i Kamil wychowują się pod opieką apodyktycznej Jadwigi. Niestety, wkrótce Gabriel i ojciec Kamila zostaną zesłani przez carskie władze do Mandżurii. Mijają lata, Jadwiga z Kamilem i Teresą – świeżo poślubionym małżeństwem – jadą do Mandżurii. Kamil dostaje prace przy budowie kolei, zaś Teresa jest całkowicie zdominowana przez silną osobowość Jadwigi. Jedyną radością w życiu Teresy jest córeczka Gabriela – kilkuletnia Maja. Tymczasem Kamil poznaje Wiktora – szalonego Rosjanina, malarza.